# Microcirculação

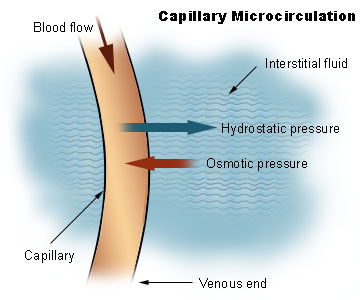
Ilustração das trocas de nutrientes e substâncias (processo de microcirculação).

A Microcirculação engloba a circulação do sangue ou da linfa em redes de vasos  denominados respetivamente capilares e linfáticos e cujas dimensões são frequentemente micrométricas a nanométricas.
O fenômeno da microcirculação realiza o transporte de nutrientes para os tecidos e remove detritos de células e resíduos (ou substâncias) celulares.
As arteríolas são responsáveis por controlar o fluxo sanguíneo em cada tecido. As paredes dos capilares são muito finas, construídas com uma camada de células endoteliais altamente permeáveis de modo que fluem água e nutrientes para as células e os detritos celulares são rapidamente trocados entre os tecidos durante a circulação.